# MetaGer
MetaGer —  це метапошукова система, орієнтована на захист конфіденційності користувачів. Базується в Німеччині і є результатом співпраці між німецькою неурядовою організацією «SUMA-EV - Асоціація вільного доступу до знань» та Ганноверським університетом,, система побудована на 24 невеликих веб-сканерах під власним контролем MetaGer. У вересні 2013 року MetaGer запустив MetaGer.net, англомовну версію своєї пошукової системи.

## Особливості
Пошукові запити передаються до 50 пошукових систем. Результати фільтруються, компілюються і сортуються перед тим, як бути представленими користувачеві. Користувачі можуть вибрати пошукові системи для запиту відповідно до своїх індивідуальних уподобань серед інших опцій (наприклад, "перевірити наявність та відсортувати за датою").  Захист конфіденційності реалізується за допомогою декількох функцій: MetaGer надає доступ до своїх сервісів лише через зашифровані з'єднання. Станом на грудень 2013 року існує також TOR Hidden Service ( b7cxf4dkdsko6ah2.onion/tor/), який дозволяє користувачам отримати доступ до пошукової функціональності MetaGer з мережі TOR. З лютого 2014 року MetaGer додатково пропонує можливість відкривати веб-сторінки результатів анонімно ("відкрити анонімно").
З 29 серпня 2013 року доступна англійська версія MetaGer. Вихідний код MetaGer був опублікований на GitLab 16 серпня 2016 року.